# 北条団水
北条団水（ほうじょう だんすい、1663年（寛文3年） - 1711年2月24日（宝永8年1月8日））は、江戸時代前期〜中期の俳人。浮世草子作者。号は他に橘堂・白眼居士。名は義延。京都の人。井原西鶴に師事。

## 来歴
出自は未詳だが、若い頃に仏道修行の経験があったか。延宝末年、井原西鶴の門下となり、俳号を団水と号する。1687年（貞享4年）、西沢貞陳の依頼で『武道一覧』を神保氏入道の名義で編述したほか、白眼居士の名義で『好色破邪顕正』『諸宗鉄槌論』『色道大鼓』『正月揃』『牡丹名寄』などを述作。元禄に入ると俳諧に専念し、『特牛』『秋津島』『団袋』『くやみ草』などを編刊。西鶴が没すると下山鶴平と墓を建て、1695年（元禄7年）西鶴庵に入り、2代目を継ぐ。西鶴の遺作を整理・編集し、『西鶴置土産』『西鶴織留』『西鶴俗つれづれ』『万の文反古』『西鶴名残の友』を出版する。西鶴の13回忌には追善俳諧『こころ葉』を刊行した。その後、浮世草子『昼夜用心記』『野傾友三味線』『武道張合大鑑』などを刊行する。
1711年（宝永8年）1月8日、49歳で没した。

## 主な作品

### 俳書
- 『秋津しま』
- 『俳諧団袋』など

### 浮世草子
- 『色道大鼓』
- 『昼夜用心記』
- 『日本新永代蔵』など

### 西鶴遺稿集
- 『西鶴置土産』
- 『西鶴織留』
- 『西鶴俗つれづれ』
- 『万の文反古』
- 『西鶴名残の友』

## 校訂本
- 『北条団水集 草子篇』全4巻 (近世文芸資料) 野間光辰,吉田幸一編. 古典文庫, 1980
- 『北条団水集 俳諧篇』 (近世文芸資料) 野間光辰, 吉田幸一 編. 古典文庫, 1982.12-1983.1
- 『北条団水集 別巻』(近世文芸資料) 野間光辰, 吉田幸一 編. 古典文庫, 1983.4